# 那加前野町
那加前野町（なかまえのちょう）は、岐阜県各務原市の地名。現行行政町名は那加前野町一丁目から那加前野町四丁目。

## 地理
各務原市の那加地区に属する。町域の東部は那加前洞新町、那加東野町、西部は那加西市場町、那加野畑町、南部は那加前洞新町、那加野畑町、北部は那加山下町、那加御屋敷町に接する。
地名は、明治8年まで存在した前野村に因む。
町域の北部には境川が東西に流れる。
道路
- いちょう通り
- 那加中通り

## 歴史
この地域は江戸時代は美濃国各務郡前野村。1875年（明治8年）に北洞村と合併し、前洞村となる。1889年（明治22年）に 西市場村、更木新田、桐野村、岩地村、山後村、長塚村、前洞村、影野新田、新加納村が合併し、那加村が発足すると那加村大字前洞の一部となる。
1963年（昭和38年）、蘇原町、鵜沼町、稲羽町と合併し各務原市が発足すると那加前洞町に改称し、那加前洞町の一部となる。
1979年（昭和54年）1月20日にこの地域で区画整理が行われ、那加前洞町の大部分と那加西市場町の一部をもって、那加前野町が成立。那加前洞町の残りは那加前洞新町、那加東野町、那加山下町、那加北洞町、那加野畑町、那加巾下町、那加山崎町などの一部または全域となり、那加前洞町は消滅している。

## 世帯数と人口
2024年（令和6年）10月1日現在の世帯数と人口は以下の通りである。
| 丁目             | 世帯数  | 人口    |
| ---------------- | ------- | ------- |
| 那加前野町一丁目 | 128世帯 | 355人   |
| 那加前野町二丁目 | 150世帯 | 354人   |
| 那加前野町三丁目 | 202世帯 | 472人   |
| 那加前野町四丁目 | 125世帯 | 326人   |
| 計               | 605世帯 | 1,507人 |

## 小・中学校の学区
市立小・中学校に通う場合、学区は以下の通りとなる。
| 番・番地等 | 小学校                   | 中学校               |
| ---------- | ------------------------ | -------------------- |
| 全域       | 各務原市立那加第一小学校 | 各務原市立那加中学校 |

## 主な施設
- 八幡神社
- 済縁寺
- 覚王寺